# 第115飛行隊 (イラク空軍)
第115飛行隊（だい115ひこうたい、IQAF 115th Squadron）は、イラク空軍の攻撃機部隊である。バラド空軍基地に所属し、攻撃機にL-159A/T1を運用する。

## 概要
第115飛行隊は、2015年にサラーフッディーン県バラド空軍基地で編制された。同年11月5日には、チェコのアエロ・ヴォドホディ製L-159A攻撃機2機を受領し、部隊運用訓練を開始した。
2016年6月には、アンバール県ファルージャ包囲戦後の戦闘に投入され、ISILへの空爆任務を実施したほか、同年10月と11月にはニーナワー県モスルでの戦闘にも投入された。また、8月1日からは、チェコ空軍からアドバイザーチームが派遣されており、L-159の運用及び保守についてイラク空軍パイロット、地上整備員等に運用訓練で助言を行っている。

## 歴代運用機
- 攻撃機
  - L-159A/T1（2015年～）